# Ein Fischzug für 300 Millionen
Ein Fischzug für 300 Millionen (Originaltitel: Un’anguilla da trecento milioni) ist ein italienischer  Film aus dem Jahre 1970. Regie führte Salvatore Samperi.

## Handlung
Bissa und Lino sind zwei Kleinganoven und fischen in einem Naturschutzgebiet Aale. Der Staatsanwalt Nane Mora möchte ihnen das Handwerk legen, erwischt die beiden aber nicht. Eines Tages flüchtet sich die Industriellentochter Tina zu den Gaunern in deren Hütte und diese beschließen, eine Entführung vorzutäuschen und ein Lösegeld zu fordern.
Es gelingt ihnen ein Lösegeld von 300 Millionen Lire zu bekommen. Als Bissa mit dem Lösegeld in der Hütte ankommt, hat Tina eine Feier vorbereitet und macht die beiden betrunken, während sie das Geld versteckt. In ihrem Rausch zünden die Gauner die Hütte an. Als sich Bissa aber widersetzt und den Brand löschen will, erschießt Tina ihn und Lino.
Da inzwischen die Polizei ausgerückt ist, um die Entführer zu finden, flieht Tina aus der brennenden Hütte und läuft einem Polizisten in die Arme.
Nachdem sich Tina von ihrem Schock erholt hat und bei ihrer Familie angekommen ist, macht sie sich zusammen mit ihrem Vater auf die Suche nach dem Geld. Als die beiden bei der niedergebrannten Hütte angekommen sind und Tina den Sack mit dem Geld holt, nimmt ihnen Nane Mora das Geld ab und verschwindet.

## Kritik
„Gaunerkomödie mit überflüssigen Sex-Einlagen und einigen Geschmacklosigkeiten.“